# Лікар Айболить (повість)

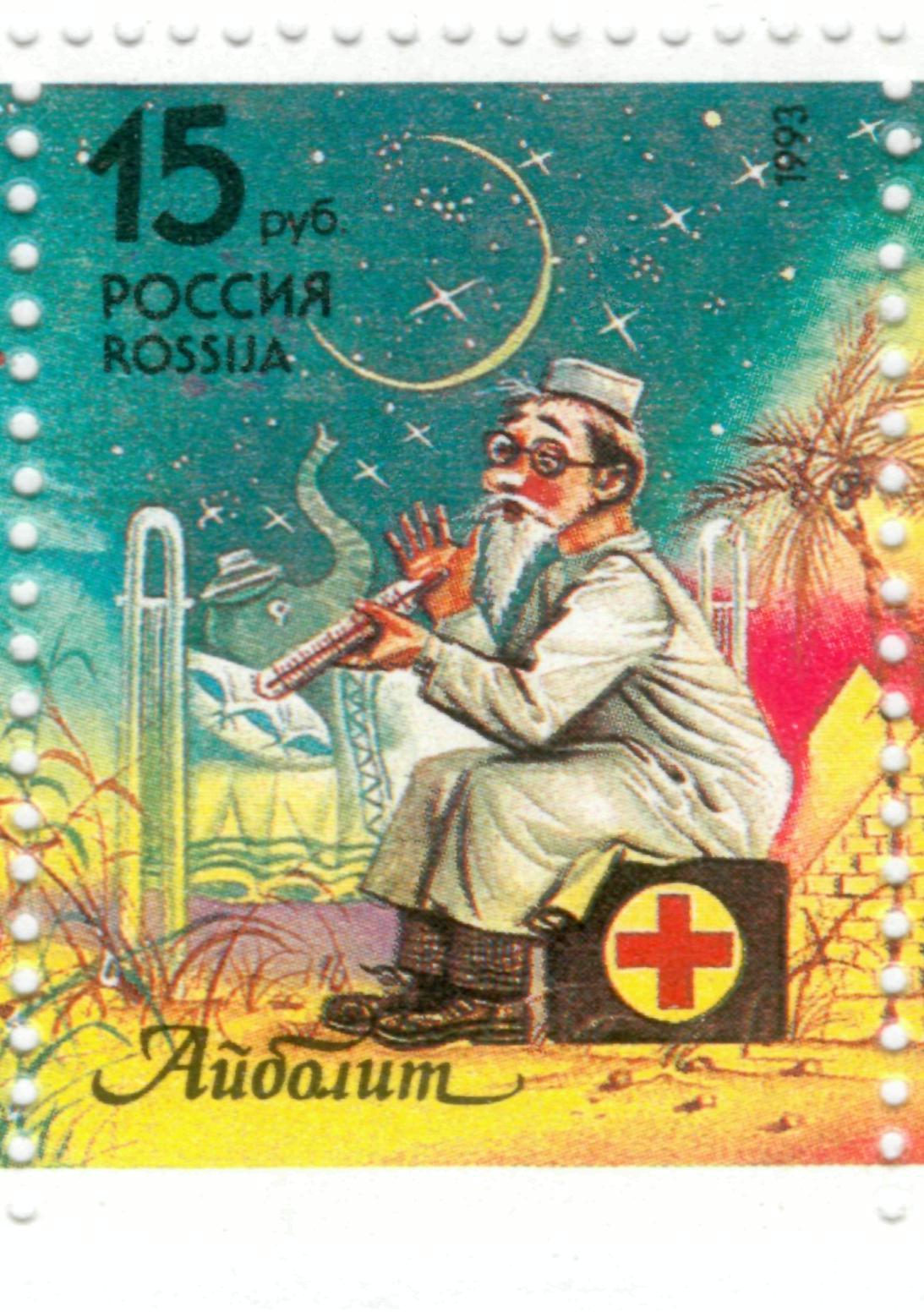
Лікар Айболить на російській поштовій марці

Лікар Айболить (рос. Доктор Айболит) — віршована повість Корнія Чуковського, опублікована в 1936 році.
Повість «Лікар Айболить» — переробка твору англійського письменника Х'ю Лофтінга, в якому є прототип лікаря Айболита — лікар Дулітл.
Сам Корній Чуковський називав прототипом лікаря Айболита відомого єврейського лікаря Цемаха Шабада, який проживав у Вільнюсі, і в домі якого він двічі зупинявся в 1905 і 1912 роках.